# Nagisanite
Nagisanite (渚にて?) è il secondo mini-album di indigo la End, pubblicato il 5 settembre 2012 da eninal.

## Background
Questo mini-album è stato pubblicato dopo circa sei mesi dal loro ultimo album, Sayōnara, subarashī sekai (さようなら、素晴らしい世界?).
Secondo quanto dichiarato da Kawatani, "in reazione all'ultimo album, abbiamo cercato di fare qualcosa di diverso con questo disco, che ha finito per essere un po' underground".
Registrazione e missaggio a cura di Mino Takaaki (toe) (美濃隆章(toe)?) come per l'album precedente.

## Tracce
Testi e musiche di Enon Kawatani.
1. 楽園 (Rakuen?) – 4:52
2. レナは朝を奪ったみたいだ (Rena wa asa o ubatta mitaida?) – 5:52
3. 海辺カラス (Umibe karasu?) – 1:46
4. 渚にて幻 (Nagisanite maboroshi?) – 5:31
5. el. – 2:03
6. 雫 (Shizuku?) – 7:13